# إلياس آشمول
كان إلياس آشمول (23 مايو 1617 – 18 مايو 1692) متخصص أثريات وسياسي ومسؤول الأركان ومنجمًا وطالب خيمياء إنجليزي. أيد آشمول الملكيين خلال الحرب الأهلية الإنجليزية، وفي فترة استرداد ملك إنجلترا تشارلز الثاني عين في العديد من المناصب التي عادت عليه بالكسب.
كان آشمول متخصص أثريات بميول باكونية قوية لدراسة الطبيعة. كانت مكتبته الخاصة تعكس موقفه الفكري، بما في ذلك أعماله في التاريخ الإنجليزي والقانون وعلم العملات والكوروغرافية والخيمياء والتنجيم وعلم الفلك وعلم النبات. على الرغم من كونه واحدًا من مؤسسي زمالة الجمعية الملكية، والتي كانت مؤسسة رئيسية في تطوير العلم التجريبي، كانت اهتماماته أثرية وصوفية وعلمية أيضًا. كان آشمول من الماسونيين الأوائل، على الرغم من أن مدى انخراطه بالماسونية والتزامه بها يبقى غير واضح. كان آشمول خلال حياته جامعًا متحمسًا للأشياء الغريبة وأشياء أخرى. وحصل على العديد من هذه الأشياء من المسافر وعالم النبات والجامع جون الشاب المتعالي. تبرع آشمول بمعظم مجموعاته ومكتبته الأثرية ومخطوطاته القيمة لجامعة أوكسفورد لتأسيس متحف آشموليان.

## محام وملكي وماسوني
ولد آشمول في 23 من شهر مايو من عام 1617 في بريدماركيت ستريت، ليتشفيلد، ستافوردشاير. كانت عائلته من العائلات البارزة، إلا أن ثروتها كانت قد تناقصت في وقت ولادة آشمول. كانت والدته، آن، ابنة تاجر قماش ثري، أنتوتي بوير، في كوفتنري وقريبة لجيمس باغت، بارون محكمة الخزانة. وكان والده، سيمون آشمول (1589 - 1634)، سراجًا خدم كجندي في إيرلندا وأوروبا. التحق إلياس آشمول بمدرسة ليتفشيلد للقواعد (اليوم مدرسة الملك إدوارد السادس) وأصبح مغنيًا في جوقة كاتدرائية ليتشفيلد. في عام 1633، ذهب آشمول للعيش في لندن كمعلم لأبناء باغت، وفي عام 1638، بمساعدة جيمس باغت، نال تأهيله كمحام. تمتع آشمول بممارسة ناجحة للقانون في لندن وتزوج إليانور مينوارينغ (1603 - 1641)، التي كانت فردًا في أسرة تشيشير الأرستقراطية الخارجة عن طبقتها، والتي توفيت، خلال فترة حملها، بعد 3 سنوات فقط في 6 من شهر ديسمبر من عام 1641. حين كان ما يزال في أوائل عشرينياته، اتخذ آشمول خطواته الأولى نحو نيل المكانة والثروة. وتحالف أيضًا مع الجنرال تشارلز وورسلي (الذي توفي 12 من شهر يونيو من عام 1656 ودفن في كنيسة ويستمنستر آبي)، صهر شقيقته، ماري آشمول، التي تزوجت جون بارون سالفورد.
أيد آشمول فصيل تشارلز الأول في الحرب الأهلية. ومع اندلاع القتال في عام 1642، غادر لندن إلى منزل حموه، بيتر مينوارينغ من سمولوود، تشيشير. وعاش هناك حياة منعزلة حتى عام 1644، حين عين مفوض الملك للضرائب في ليتشفيلد. بعد ذلك بفترة قصيرة، بناء على اقتراح جورج وارتون، الذي كان أحد أبرز المنجمين وصاحب صلات قوية مع البلاط، منح آشمول منصبًا عسكريًا في أوكسفورد، حيث خدم كضابط عتاد لقوات الملك. خلال وقت فراغه، درس آشمول الرياضيات والفيزياء في غرفته المستأجرة في جامعة براسينوي. وتطور لديه في تلك الجامعة اهتمام كبير بعلم الفلك والتنجيم والسحر. في أواخر العام 1645، ترك آشمول أوكسفورد للقبول بمنصب مفوض الملك للضرائب في وورسيستر. منح آشمول المنصب العسكري الإضافي ككابتن لفوج اللورد آستلي البري، الذي كان جزءًا من فيلق المشاة الملكي، على الرغم من أنه كرياضي كان يحل في المرتبة الثانية لمناصب المدفعية. ويبدو أن آشمول لم يشارك مطلقًا في أي من الأعمال القتالية الفعلية. 
في أعقاب استسلام وورسيستر للقوات البرلمانية في شهر يوليو من عام 1646، اختار آشمول حياة منعزلة في تشيشير. وبمروره بليتشفيلد في طريقه إلى هناك، علم بأن والدته توفيت قبل 3 أسابيع إثر إصابتها بالطاعون. خلال هذه الفترة، قبل آشمول كماسوني. تذكر تدويناته في مفكرته في 16 أكتوبر 1646 جزئيًا: «لقد أصبحت ماسونيًا في وورينغتون في لانكشير إلى جانب الزميل: هنري مينوارينغ من كارينتشام [كيرمينتشام] في تشيشير». على الرغم من وجود ذِكر آخر واحد فقط لنشاط ماسوني في مذكراته، يبدو أن آشمول بقي يحظى بمكانة جيدة ضمن الأخوية وبصلات قوية معها، إذ كان ما يزال يحضر اجتماعاتها في عام 1682. في 10 من شهر مارس من ذلك العام، كتب آشمول: «نحو الساعة 5 مساء، تلقيت ورقة تبليغ لكي أحضر محفلًا كان من المقرر أن ينعقد في اليوم التالي، في قاعة الماسونيين في لندن». في اليوم التالي، في 11 من شهر مارس من عام 1682، كتب آشمول: «وتبعًا لذلك، ذهبت .... كنت الزميل الأقدم بينهم (كان قد مر على قبولي 35 عامًا) ... تناولنا جميعًا العشاء في حانة هاف مون في تشيبسايد، وقد كان عشاء فاخرًا حضر على حساب الماسونيين الذين كانوا قد قُبلوا مؤخرًا». تعتبر ملاحظات آشمول من أقدم المراجع للماسونية التي عرفت في إنجلترا، إلا أنه بعيدًا عن هذه الملاحظات في مذكراته التي رواها في سيرته الذاتية، ليس ثمة تفاصيل أخرى حول انخراط آشمول مع تلك المنظمة. 

## جامع ثري
في عامي 1646 و1647 تقدم آشمول بعروض زواج متعددة ومتزامنة لأرامل ثريات أملًا بتأمين زواج مناسب. في عام 1649، تزوج ماري، سيدة مينوارينغ (ابنة السير ويليام فورستر من الدرمستون)، والتي كانت امرأة ثرية ترملت 3 مرات وتكبره ب 20 عامًا، ومن المحتمل أنها كانت قريبة له عن طريق زواج أسرة زوجته الأولى، وكانت أمًا لأولاد بالغين. حدث الزواج على الرغم من معارضة أسرة العروس، وثبت أن الانسجام كان غائبًا عن ذلك الزواج: تقدمت السيدة مينوارينغ بدعوى انفصال ونفقة، إلا أن المحكمة رفضت الدعوى في عام 1657. وعلى الرغم من ذلك، قدم الزواج لآشمول ملكيات زوج ماري الأول التي كانت تقع في برادفيلد في بيركشير، الأمر الذي جعله ثريًا بما فيه الكفاية ليتابع اهتماماته، بما فيها علم النبات والخيمياء، دون أن ينشغل بضرورة كسب عيشه. رتب آشمول إطلاق سراح صديقه وارتون من السجن وعينه ليدير له ملكياته.
خلال الخمسينيات من القرن السابع عشر، كرس آشمول جزءًا كبيرًا من طاقاته لدراسة الخيمياء. وفي عام 1650، نشر كتاب فاسيكولوس كيميكوس تحت الاسم المقلوب المستعار جيمس هاسول. كان هذا العمل ترجمة إنجليزية لعملين خيميائيين باللغة اللاتينية، كان أحدهما من تأليف آرثر دي، ابن جون دي. في عام 1652، نشر عمله الأهم في الخيمياء، ثياتروم كيميكوم بريتانيكوم، والذي كان مجموعة مليئة بالحواشي لقصائد ميتافيزيقية باللغة الإنجليزية. حافظ هذا الكتاب على العديد من الأعمال التي لم تكن موجودة في ما سبق سوى في مخطوطات احتفظ بها بعيدًا عن العلن. نشرت في عام 2011 نسخة منقحة تستخدم ورقتي الأخطاء المطبعية التي وضعها آشمول والفصل السابع الإضافي الذي كان من تأليف توماس تشارنوك. ليس هناك سوى دليل ضعيف على أن آشمول أجرى تجاربه الخيميائية الخاصة. ويبدو أنه كان جامعًا لكتابات خيميائية وطالب خيمياء أكثر من كونه ممارسًا نشطًا. وأشار إلى نفسه بأنه ابن ويليام باكهاوس، الذي كان قد تبناه في العام 1651 كابن روحي له، وبناء على الصلة بينهما أدخله في السلسلة الروحانية الطويلة للحكمة الهرمسية التي كان باكهاوس جزءًا منها. وفقًا لآشمول، فإن باكهاوس «منحني الحق بجزء صغير من ثروة السير العظيم هيرمس». كانت آخر منشوارته في الخيمياء كتاب الطريق إلى النعيم في عام 1658، إلا أن اهتمامه بعد ذلك بدأ يضعف لمصلحة اهتمامات أخرى. روج آشمول لاستخدام العلاجات الدوائية مستندًا على مبادئ كل من جالينوس والمبادئ الباراسيلسيانية، وحاولت أعماله الدمج بين المدرستين. يقدم كتاب الطريق إلى النعيم طرقًا للوقاية من الأمراض: نظامًا غذائيًا متوازنًا وتمارين معتدلة ونوم كاف. درست أعماله بحماسة من قبل فلاسفة طبيعيين آخرين، مثل اسحق نيوتن. 
التقى آشمول الجامع وعالم النبات جون الشاب المتعالي نحو العام 1650. كان جون قد أسس، إلى جانب والده، مجموعة واسعة وشهيرة من النباتات الغريبة والعينات المعدنية وأشياء أخرى غريبة في عام 1652، وفي عام 1656، مول نشر الكاتالوج، ميزيوم تراديسكانتيانوم. في عام 1659، نقل جون، الذي كان قد فقد ابنه الوحيد قبل 7 سنوات، ملكية مجموعته بشكل قانوني إلى آشمول. بموجب هذه الاتفاقية، تؤول الملكية إلى آشمول عند وفاة جون. وعند وفاة جون في عام 1662، احتجت أرملته، هستر، على نقل الملكية زاعمة أن زوجها كان قد وقع على نقل الملكية وهو ثمل ودون أن يعرف محتواها، إلا أن المسألة سويت في المحكمة القضائية لمصلحة آشمول بعد عامين.